# Daguerreótipo

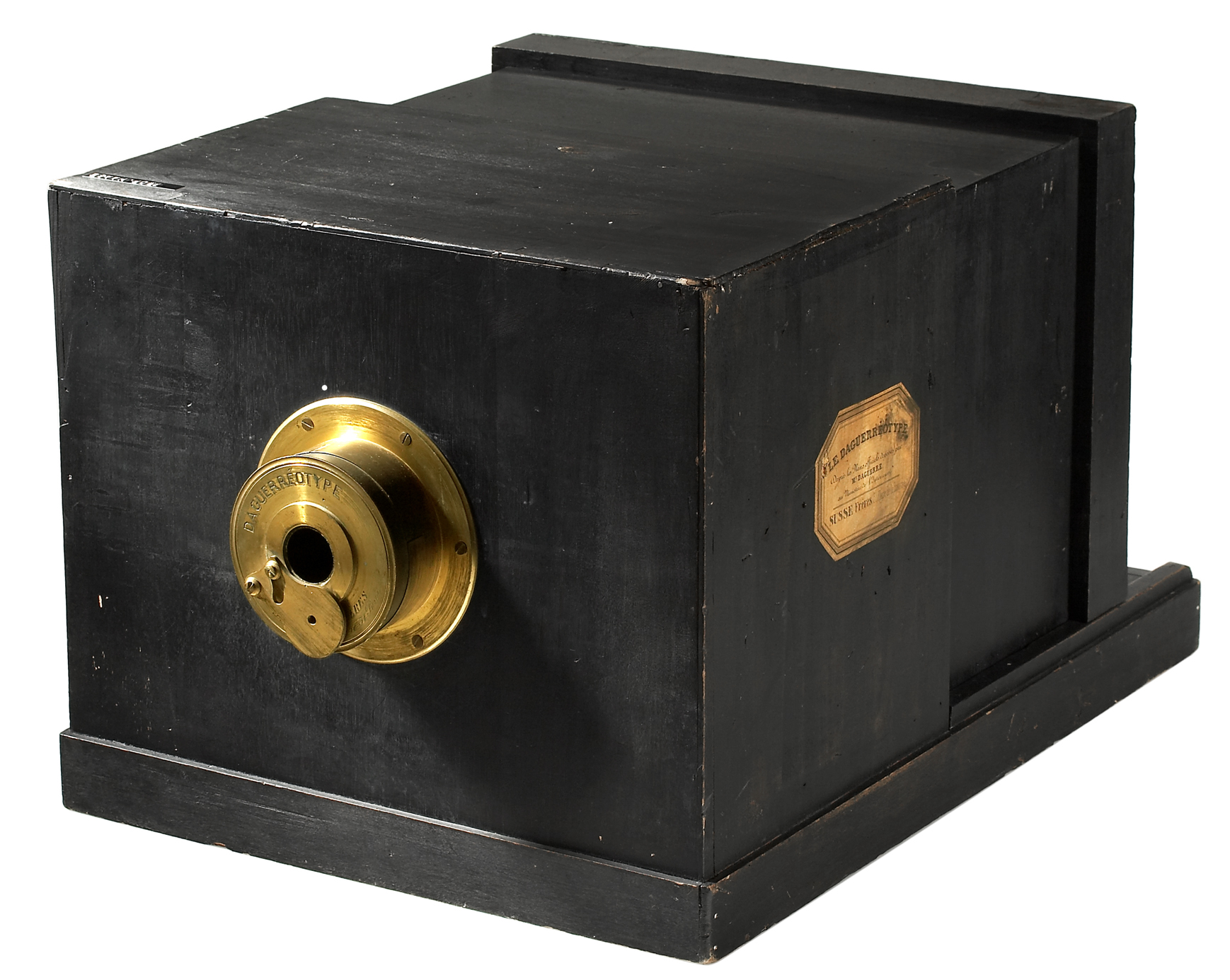
Câmara de daguerreótipo

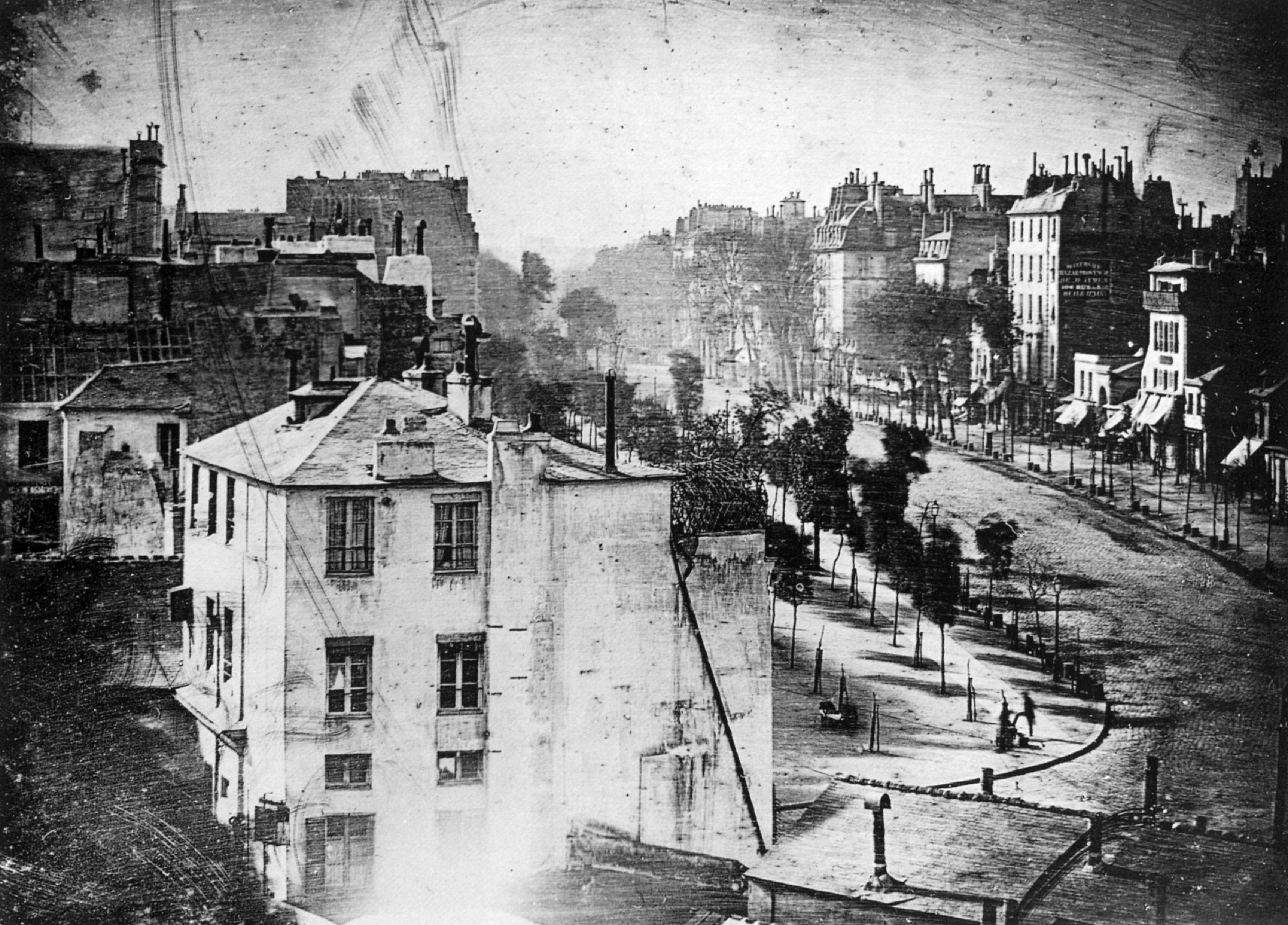
Boulevard du Temple (primeiras figuras humanas registradas numa fotografia)

O daguerreótipo (em francês:  daguerréotype) foi o primeiro processo fotográfico a ser anunciado e comercializado ao grande público. Foi divulgado em 1839, tendo sido substituído por processos mais práticos e baratos apenas no início da década de 1860. Consiste numa imagem fixada sobre uma placa de cobre, ou outro metal de custo reduzido, com um banho de prata (casquinha), formando uma superfície espelhada. A imagem é ao mesmo tempo positiva e negativa, dependendo do ângulo em que é observada. Trata-se de imagens únicas, fixadas diretamente sobre a placa final, sem o uso de negativo. Os daguerreótipos são extremamente frágeis. A superfície é facilmente riscada e estão sujeitos à oxidação, por isso precisam ser encapsulados e conservados com cuidado, mas a fluorescência de micro-raios X de varredura rápida podem ser usados para enxergar além da deterioração e recuperar as imagens.

## Invenção

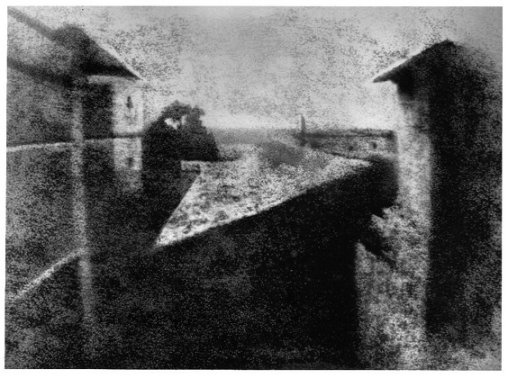
Heliographie - a primeira fotografia

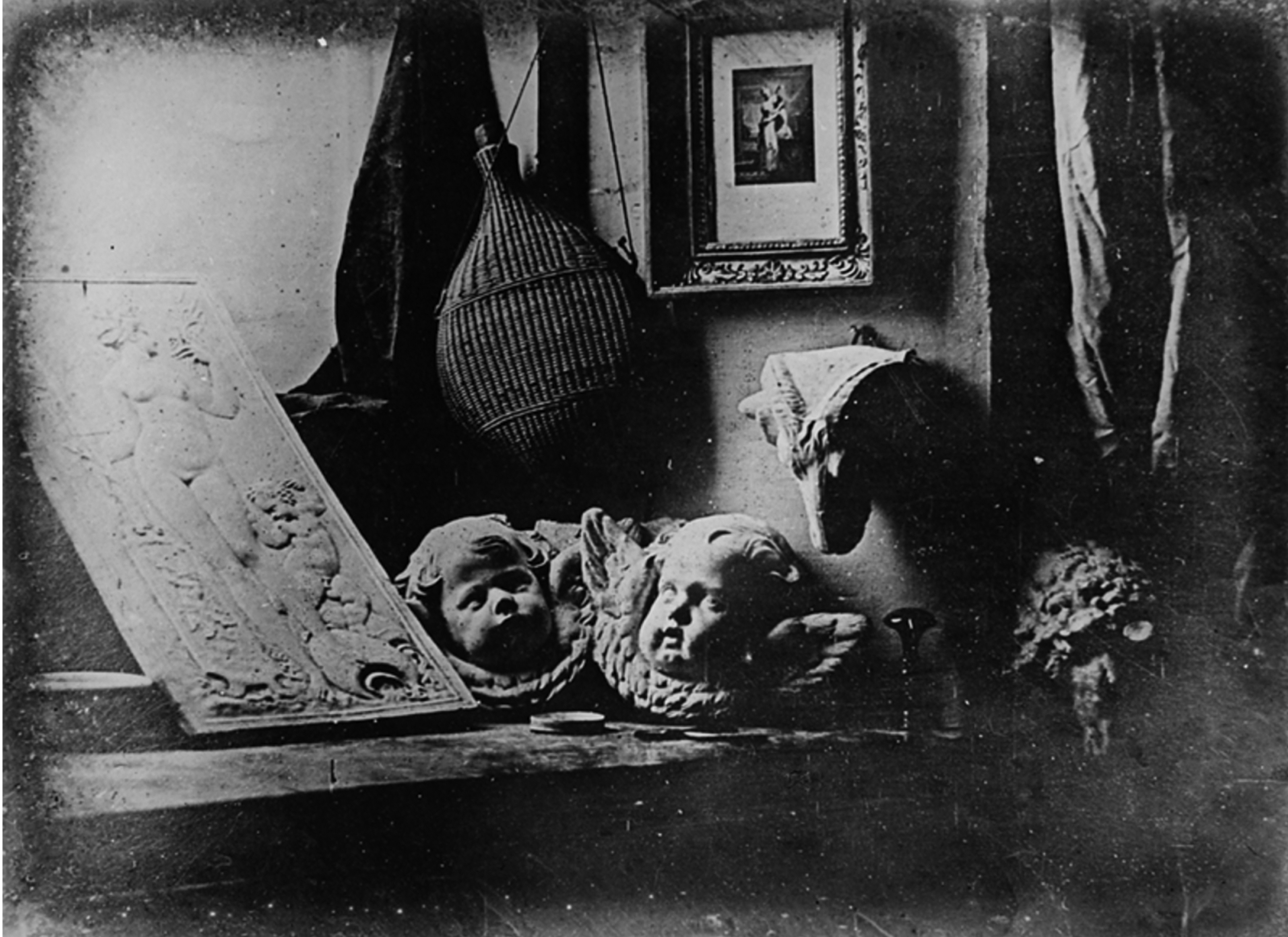
Primeiro daguerreótipo bem-sucedido

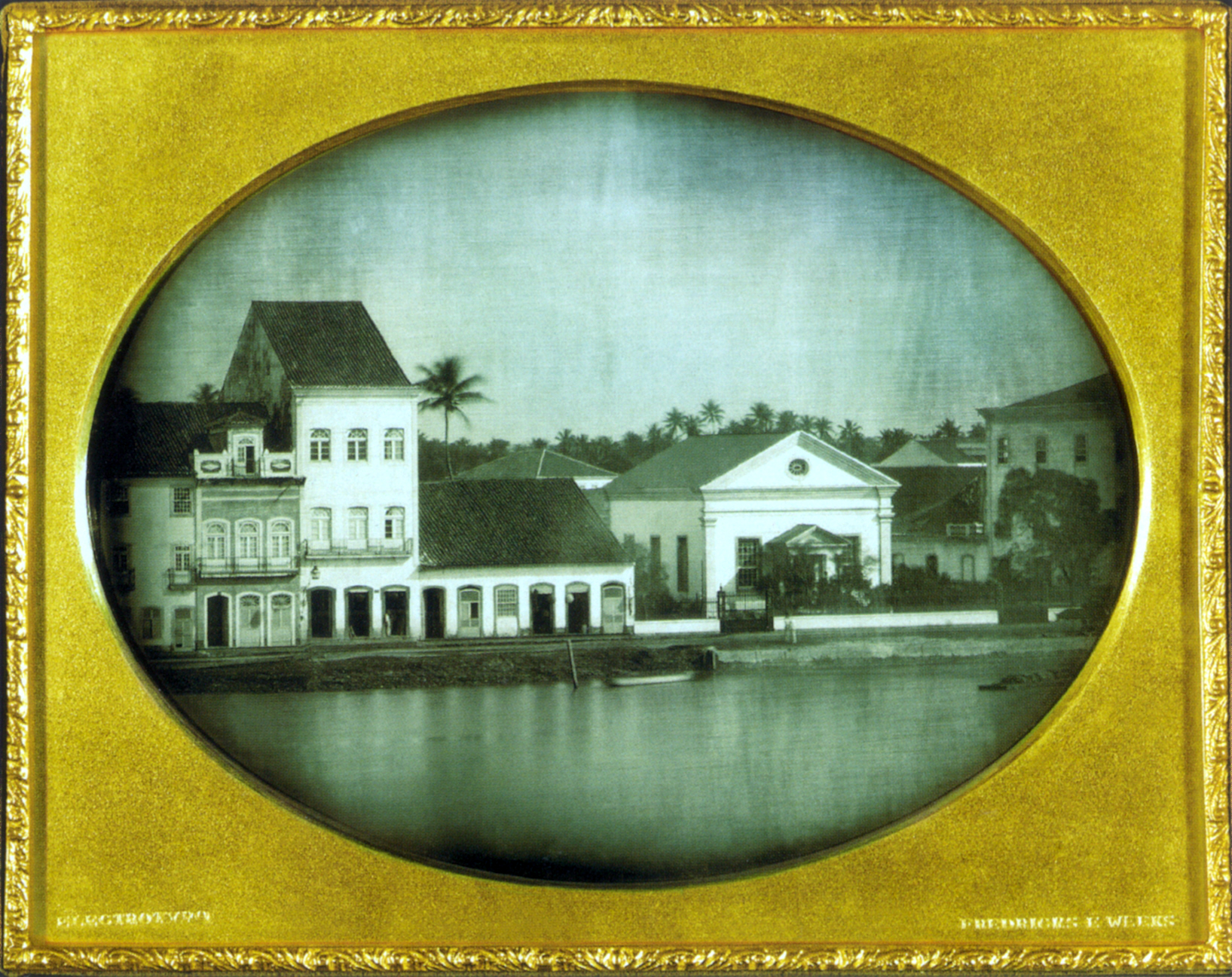
Recife, 1851. Fredricks

Desde a criação da camera obscura e da câmera lúcida, que permitiam que os artistas desenhassem as imagens diretamente projetadas sobre uma superfície, houve o desejo de descobrir um meio de fixar as imagens "desenhadas" através da luz, sem interferência do artista. Substâncias capazes de escurecer em contato com a luz já eram conhecidas desde o século XIII, mas era impossível fixar somente a imagem desejada e eliminar as áreas não expostas, pelo que, pouco depois da exposição à luz toda a superfície sensibilizada escurecia. O primeiro relato fiável da produção de uma fotografia através da camera obscura é de Thomas Wedgwood, em 1790, mas segundo outro relato de 1802, a imagem era muito pálida para ser considerada um sucesso. Em 1826, Joseph Niépce, ao mesmo tempo em que desenvolvia um método para copiar desenhos para a litografia usando a luz solar, conseguiu fixar uma imagem projetada por uma camera obscura (da janela de seu estúdio) numa superfície, usando betume da Judeia (o processo foi batizado de heliografia - "desenho com o Sol"), mas eram necessárias 8 horas de exposição à luz, tornando o processo inviável. Após a morte de Niépce, em 1833, Louis Daguerre continuou seus estudos, desta vez testando placas sensibilizadas com iodeto de prata. Após quebrar acidentalmente um termómetro de mercúrio sobre uma placa, ele descobriu que podia revelar imagens ainda invisíveis (que precisariam horas de exposição para se tornarem visíveis) após apenas 20 ou 30 minutos de exposição. Mais tarde, descobriu como fixar a imagem livrando-se dos sais de prata não expostos, usando uma solução salina. Em 1837, conseguiu obter o seu primeiro sucesso - um daguerreótipo de uma natureza-morta.
O processo foi divulgado publicamente em 1839 na Academia Francesa de Ciências, e batizado de daguerreótipo. No mesmo ano, William Fox Talbot anunciou outro processo fotográfico, o calótipo.
Em vez de patentear o processo, Daguerre preferiu cedê-lo ao governo francês em troca de uma pensão vitalícia. Assim, ele tornou-se do domínio público, e logo surgiram vários daguerreotipistas praticando o processo, ao contrário de Talbot, que exigiu uma licença para praticar seu processo, tornando a sua popularidade bastante restrita.
O daguerreótipo revolucionou a forma como realidade e ilusão eram percebidas, além de ter tornado possível que mesmo pessoas com meios modestos pudessem possuir cópias exatas das próprias feições e das de entes queridos.

## Lisboa em 1839. A viagem do navio-escola Oriental
Em 1 de Outubro de 1839, semanas após a invenção do daguerreótipo ter sido divulgada ao público, a fragata Oriental-Hydrographe partiu de Nantes. Entre os passageiros do navio estava Louis Compte (ou Comte), que usava uma máquina daguerreótipo com o propósito de perpetuar as vistas mais notáveis dos lugares que visitasse.

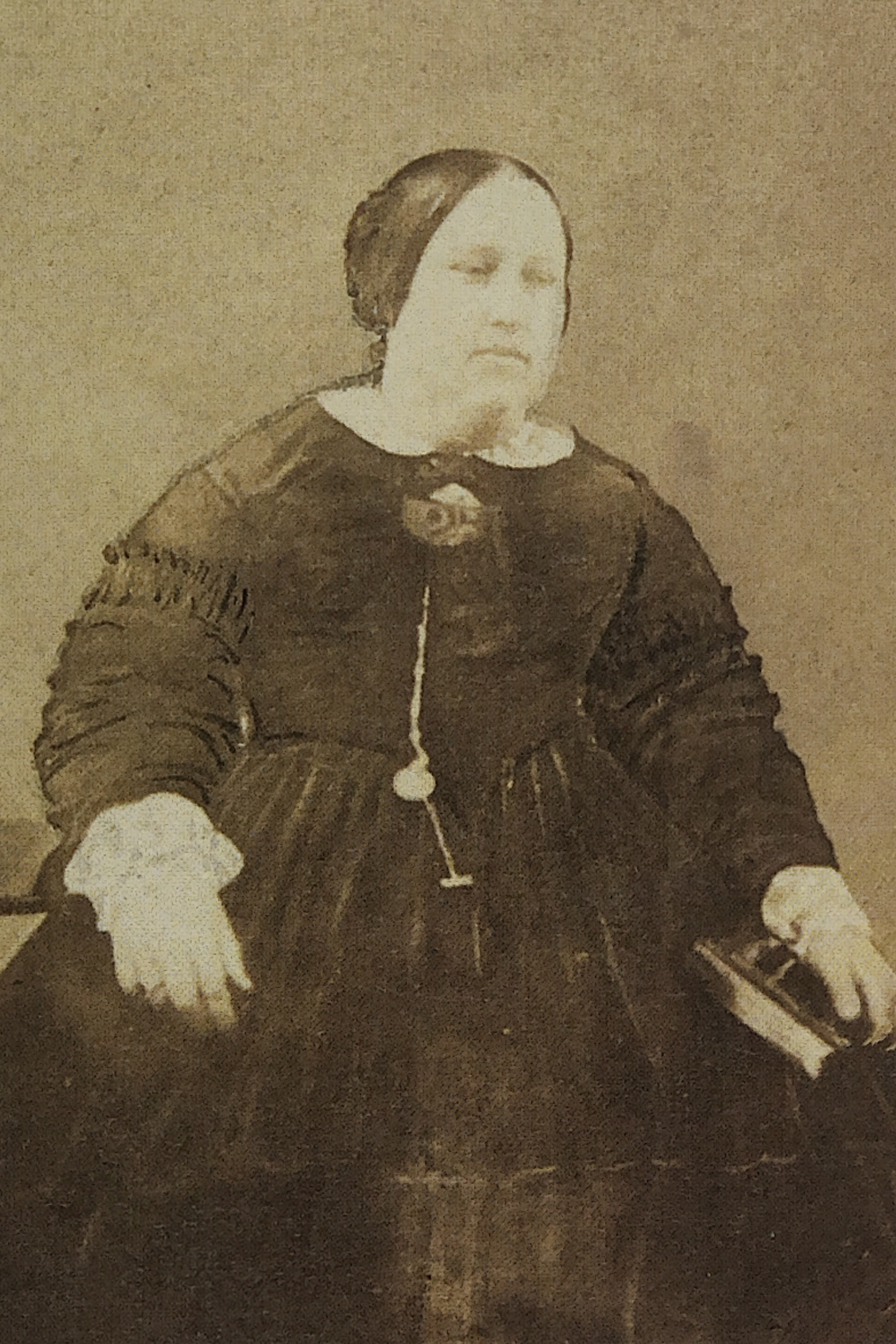
Único daguerreótipo conhecido de Maria II de Portugal, aproximadamente em 1850.

Durante o mesmo mês de outubro de 1839, foram obtidas vistas daguerreotípicas em Lisboa, no Funchal e em Santa Cruz de Tenerife, escalas efetuadas pelo navio nos portos de Portugal e Espanha. Em Lisboa, fizeram uma primeira experiência com o daguerreótipo na presença da rainha Maria II de Portugal. Desde então, eles daguerreotiparam diariamente e, dado o longo tempo de exposição necessário para obter uma imagem, mais certamente nos portos por onde passaram do que a bordo da fragata.

## Fotografias de pessoas

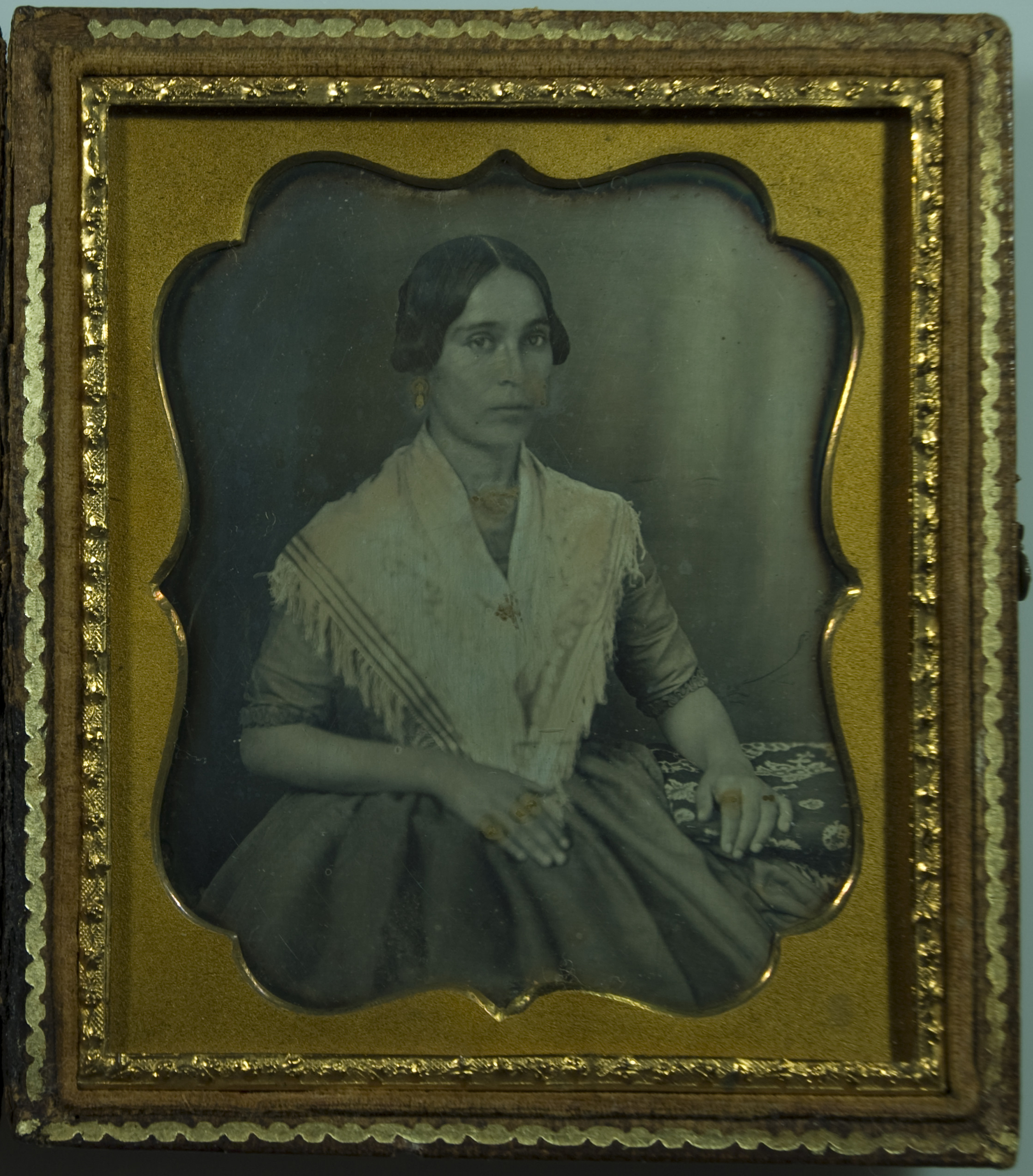
Um retrato de daguerreótipo

Nos primórdios da técnica da daguerreotipia eram necessários cerca de dez minutos de exposição sob forte luz solar para obter uma imagem satisfatória. Por isso, era difícil tirar retratos, e como as pessoas se moviam as ruas pareciam desertas nas fotografias. As primeiras figuras humanas registadas em fotografia foram as de um engraxador e seu cliente, que permaneceram na mesma posição até que a sua imagem ficasse visível.
Mais tarde, foram desenvolvidas lentes maiores e mais luminosas (por Joseph Petzval) e a sensibilidade das placas foi aumentada com brometo de prata ou cloreto de prata.
Os retratos costumavam ser feitos colocando a pessoa encostada a suportes, que impediam movimentos, permitindo a permanência na mesma posição por longos períodos de tempo. As expressões costumam parecer sisudas e as poses sem vida, embora haja exceções.

## Fotografia astronômica
As placas de prata coloidal ainda hoje são usadas na fotografia astronômica, uma vez que oferecem maior precisão do que a gelatina, o filme e mesmo a fotografia digital. O daguerreótipo proporciona ainda maior estabilidade, já que, mesmo em placas de colódio, a imagem se "move" ao secar.

## Revivalismo
Por possuírem características únicas, como o efeito tridimensional (provocado pela superfície espelhada) e grande precisão de detalhes, tem sido produzidos daguerreótipos por fotógrafos alternativos desde o final do século XX.